# Human (Brandy)
Human è il quinto album in studio della cantante statunitense Brandy prodotto nel 2005 dalla etichetta discografica Epic.

## Tracce
1. "Human Intro";- 0:19
2. "The Definition" (Rodney Jerkins, Crystal Johnson) – 3.43
3. "Warm It Up (With Love)" (Rodney Jerkins, Marvin "Tony" Hemmings, Jordan Omley – 4.03
4. "Right Here (Departed)" (Rodney Jerkins, E. Kidd Bogart, David Quiñones, Erika Nuri, Victoria Horn) – 3.38
5. "Piano Man" (Rodney Jerkins, Hemmings, Omley) – 3.59
6. "Long Distance Interlude" (Brandy) – 0.59
7. "Long Distance" (Bruno Mars, Philip Lawrence, Rodney Jerkins, Jeff Bhasker) – 3.51
8. "Camouflage" (Rodney Jerkins, Claude Kelly) – 4.04
9. "Torn Down" (Kevin Risto, Waynne Nugent, Dapo Torimiro, James Fauntleroy) – 3.53
10. "Human" (Norwood, Toby Gad, Lindy Robbins, Jenny-Bea Englishman) – 3.53
11. "Shattered Heart" (Rodney Jerkins, Johnson, LaShawn Daniels) – 3.53
12. "True" (Nadir Khayat, Kelly) – 3.47
13. "A Capella (Something's Missing)" (Kenneth Charles Coby, Chad C. Roper, LeChe D. Martin, Tiyon Mack) – 3.34
14. "1st & Love" (Chauncey Hollis, Rich King, Christopher Breaux, Jesse Woodard) – 3.20
15. "Fall" (Brian Seals, Norwood, Natasha Bedingfield, Daniels) – 4.21

## Musicisti
- Brandy - Voce